# Diomedes Dionisio Díaz
Diomedes Dionisio Díaz Aroca (Valledupar, 9 de noviembre de 1980), conocido como Diomedes Dionisio o Diomedes Díaz Jr., es un cantante colombiano de vallenato, es uno de los hijos del cantautor Diomedes Díaz.

## Familia
Diomedes Dionisio es hijo del cantante de música vallenta, Diomedes Díaz y Denis Aroca, luego de una relación fugaz. Diomedes frecuentaba la tienda de abarrotes de la familia Aroca, la cual era atendida por el padre de Denis.
Tras una fiesta y un encuentro en la casa de Santos González en febrero de 1980, Diomedes y Denis concibieron a Diomedes Dionisio, quien nació el 9 de noviembre de ese mismo año.
Diomedes estaba casado en ese momento con Patricia Acosta, pero era mujeriego y tuvo varios hijos extramatrimoniales, antes, durante y después de su matrimonio.
Diomedes Dionisio tiene al menos 27 medio hermanos por parte de padre.

## Trayectoria

### Rolando Ochoa
En 1999 Diomedes Dionisio grabó un álbum con el acordeonero Rolando Ochoa, hijo de Calixto Ochoa, y formaron la agrupación "Los Hijos de Los Grandes" alcanzando los primeros puestos en las listas de música vallenata en Colombia. 
El 16 de mayo de 2000, Rolando y Diomedes Dionisio fueron secuestrados por la guerrilla del Ejército de Liberación Nacional (ELN), cuando iban en un bus en una vía de Palocabildo, en el departamento del Tolima. Los dos músicos fueron liberados tiempo después.
Tras el secuestro Diomedes Dionisio y Rolando grabaron dos álbumes musicales más; Mi vida real y Creyendo en lo nuestro, y luego terminaron su unión.

## Discografía

### Mi primera experiencia(1998)
El álbum Mi primera experiencia fue grabado por Diomedes Dionisio con el acordeonero Rolando Ochoa.
1. Mi verdadero amor (Reinaldo "Chuto" Díaz)
2. Mi primera experiencia ()
3. Linda flor (Calixto Ochoa)
4. Te tengo que olvidar (Eduard Morelos)
5. No quiero hacerte daño (Romualdo Brito)
6. A mi me gusta (Franklin Moya)
7. La dicha del perdón (José Alfonso "El Chiche" Maestre)
8. Me voy de ti ()
9. Solamente un adiós (Antonio Meriño)
10. El nenerío ()
11. No habrán más (Alberto "Tico" Mercado)

### Siguiendo los pasos(1999)
El álbum Siguiendo los pasos fue grabado por Diomedes Dionisio con el acordeonero Rolando Ochoa.
1. Porque te amo (Omar Geles)
2. Dame un besito (Juan Manuel Pérez)
3. El amanerado Walter Rangel López)
4. Regrésame la vida (Antonio Meriño)
5. Golondrina aventurera (Alberto "Tico" Mercado)
6. ¿Qué pensarás de mí? (Luis Egurrola)
7. Morena de ojos verdes (Calixto Ochoa)
8. El encarguito (Guadis Carrasco)
9. Mi talento (Juan Manuel Vergara)
10. No le faltes a mi corazón (Wilfran Castillo)
11. Vete o quédate (Wilmar Bolaño)
12. Pantaloncitos calientes (Juancho Polo Valencia)

### Mi vida real(2000)
El álbum Mi vida real fue grabado por Diomedes Dionisio con el acordeonero Rolando Ochoa.
1. Mi vida real (Guadis Carrasco / Diomedes Dionisio Díaz)
2. Si te vas, te vas (Wilmar Bolaños)
3. Mosaico pa' mi gente (varios)
4. ¿Para qué adorarte? (Wilfran Castillo)
5. Estrenando amores (Grimaldis Calderón)
6. Tenemos que hablar (Fabián Corrales)
7. Golpes que duelen (Calixto Ochoa)
8. Volverás a mí (Alberto "Tico" Mercado)
9. No me castigues (Melquisedec Suárez)
10. A ella puedo amarle (Jesús Villeros)
11. Me quedo solo (Alejandro Sarmiento)
12. ¿Dónde está la plata? (Antonio Meriño)

### Creyendo en lo nuestro(2002)
El álbum Siguiendo los pasos fue grabado por Diomedes Dionisio con el acordeonero Rolando Ochoa.
1. Hablame (Iván Calderón)
2. Para ti todito (Franklin Vega)
3. Si te decides (Fabián Corrales)
4. Mosaico corralero (varios)
5. Ya no más (Wilfran Castillo)
6. Me cansé de tus locuras (Alejandro Sarmiento)
7. Dejen al hombre tranquilo (Carlos Ustariz)
8. No aguanto más (Omar Geles)
9. Hoy beso mejor (Javier Rois)
10. No podrás perdonarme (Alberto "Tico" Mercado)
11. Hablando con el corazón (Rolando Ochoa)
12. Espero tu regreso (Crispín Rodríguez)
13. Mi dinastía - El hermano Elías (Diomedes Díaz)

### Aquí estoy de nuevo(2004)
El álbum Aquí estoy de nuevo fue grabado por Diomedes Dionisio con el acordeonero Franklin Vega.
1. Me olvidaste
2. La tapa
3. ¿Qué tal si pasa?
4. Los amores de Rosita
5. Aquí estoy de nuevo
6. Oye mariposa
7. Mosaico pa' gozá

### Me sobran ganas(2005)
El álbum Me sobran ganas fue grabado por Diomedes Dionisio con el acordeonero Wilber Mendoza.
1. La Universitaria (Omar Geles)
2. Caminitos (Franco Argüelles)
3. Me sobran ganas (Felipe Peláez)
4. Mujer de adorado pelo (Juancho Polo Valencia)
5. Solo en ti (Alberto "tico" Mercado)
6. Ponte pilas (Leonardo Gómez)
7. Como los grandes (Kaleth Morales)
8. Sal a bailá (Jorge Solano)
9. Mi gran secreto (Wilfran Castillo)
10. Ella tiene todo (Alejandro Sarmiento)

### La gran verdad(2007)
El álbum La gran verdad fue grabado por Diomedes Dionisio con el acordeonero Franklin Vega.
1. Voy a conquistarte (Diomedes Dionisio Díaz)
2. Mi caso (Rafael Díaz)
3. Porquito a poquito (Omar Geles)
4. Cero a la izquierda (Manuel Martínez)
5. Niño, poeta y loco (Jeiner López)
6. Que mujer (Lenín Bueno Surárez)
7. Un nuevo destino (Sergio Luis Rodríguez)
8. La gran verdad (Diomedes Dionisio Díaz)
9. De todas formas te amaba (Alberto "Tico" Mercado)
10. Mosaico pa' recohcha' (Miguel Durán / Antonio Aguilar)
11. No sufras más (Diomedes Dionisio Díaz)
12. El próximo verano (Enrique "Kike" Suárez)
13. Parece ilógico (Neil Pertúz)
14. Miedo (Diomedes Dionisio Díaz)

### 10 Años de historia(2009)
El álbum 10 Años de historia fue grabado por Diomedes Dionisio con el acordeonero .
1. Como amigo si (Omar Geles)
2. Me caso contigo (Alejandro Sarmiento)
3. El hombre tuyo soy yo (Diomedes Dionisio Díaz)
4. Si lo he perdido todo (Alberto "Tico" Mercado)
5. Dame tu amor (Diomedes Dionisio Díaz)
6. No guanto (Wilfran Castillo)
7. Dime, dime (Leonardo Gómez Jr.)
8. Que tanto reclamas (Fabián Corrales)
9. El guayabito (Andrés Bolaño)
10. Te entrego todo (Richard Daza)
11. El jun jun (Rafael Díaz)
12. Más enamorado (Cape Medina)
13. No podrás escapar (Jhon González)

### Algo diferente(2011)
El álbum Algo diferente fue grabado por Diomedes Dionisio con el acordeonero Tavo García.
1. El cuento (Checha Blanco)
2. Cuando me acuerdo de ti (Robby Oñate)
3. Convencida (Andrés Beleño)
4. Dos locos (Alejandro Sarmiento)
5. La gran verdad (): interpretada por Diomedes Dionisio a dúo con su padre Diomedes Díaz.
6. Caminos diferentes (Omar Geles)
7. A rey muerto rey puesto (Rolando Ochoa)
8. que No Te Duela El Corazón, (Enrique "Kike" Suárez)
9. Balacobacu (D.R.A.)
10. ¿A dónde estabas tú? (D.R.A.)
11. El amor (Robert Oñate)
12. Ámame (Daimer Sierra)
13. Seré Tu Novio (Ciro Fuentes)
14. Si me amaras (Alberto "Tico" Mercado)